# VVV POZSONY típus
A VVV  POZSONY típusú, 10–17 pályaszámcsoportú szerkocsis tehervonati gőzmozdonyai mind eredetükben, mind szerkezetükben rendhagyónak számítottak a történelmi Magyarországon.

## Története
A nyolc mozdonyt eredetileg az olasz Società per le strade ferrate romane (SFR) rendelte a Bécsújhelyi Mozdonygyártól. Az elkészült mozdonyokat azonban a gyár a politikai helyzet miatt nem tudta a megrendelőnek kiszállítani. Az elkészült mozdonyokat végül a Vágvölgyi vasút vásárolta meg még 1873-ban és az ugyanerre az évre gőzvontatásra átalakított Pozsony–Nagyszombat vonalán forgalomba állította. A mozdonyok nevet és (nem gyári számaik sorrendjében) pályaszámot is kaptak, az alábbiak szerint:
| Pályaszám | Név          |
| --------- | ------------ |
| 10        | POZSONY      |
| 11        | BAZIN        |
| 12        | NAGY-SZOMBAT |
| 13        | SOPRONY      |
| 14        | TRENCSÉN     |
| 15        | PÖSTYÉN      |
| 16        | ZSOLNA       |
| 17        | VÁG-ÚJHELY   |

Amint látható, a mozdonyok nem csak a vasútvonalon fekvő települések neveit kapták, hanem – akkoriban nem szokatlan módon – azon városokét is, ahova a vasúttársaság vonalat tervezett építeni. A Vágvölgyi vasút pénzügyi nehézségei miatt 1879-ben (ekkor még ideiglenesen) a magyar állam tulajdonába került. A mozdonyokat ekkor a MÁV a mozdonyokat eredeti pályaszámaik sorrendjében a 174–181 pályaszámokra számozták, míg a típust a IIIc. osztályként tartották nyilván. 1891-ben (tehát az Osztrák–Magyar Államvasút-Társasággal együtt, immár másodszor államosított Vágvölgyi Vasút állami kezelésbe vételének évében) az áttekinthetőbb nyilvántartás érdekében a MÁV az összes mozdonyát felhasználási területe és típusa szerint külön-külön, de típuson belül egységes pályaszámcsoportba sorolta át. Ekkor a IIIc. osztályú mozdonyok a 2231–2238 pályaszámokat kapták. A mozdonyok 1894-ben új hadijelet kaptak, mely {\displaystyle {\tfrac {\overline {\left|\mathrm {I} \mathrm {I} \mathrm {I} \ 200\right|}}{\mathrm {D} _{8}}}} lett. 

A járművek részére 1911-ben a 359 sorozatjelet és a 359,001–008 pályaszámokat jelölték ki, azonban valószínű, hogy az új azonosítókat ténylegesen már csak a 359,001–007 pályaszámú mozdonyok viselték. Az ekkorra minden szempontból elavult típusból a MÁV egy példányt ugyanis ugyanebben az évben selejtezett.

1918. január 29-én már a teljes 359 sorozatot selejtezésre jelölték ki, azaz futójavításoknál magasabb szintű javításokat ettől az időponttól kezdve nem kaphattak, hanem a fővizsgára és főjavításra szoruló mozdonyokat javítatlanul leállították.

Az első világháború után két példány került az utódállamokhoz. A ČSD a vonalain maradt példányt a Járműfelosztó Bizottság külön engedélyével még a MÁV járműállományának az utódállamok közötti felosztásának véglegesítése előtt, 1923-ban selejtezte. Egy évre rá a CFR is törölte állományából a hozzá került mozdonyt. A maradék öt 359-est az erősen lecsökkent forgalom miatt a MÁV már szintén félreállítva tárolta és 1925–1926-ban mindet kiselejtezte.
Érdekessége a mozdonyoknak, hogy nemcsak belsőkeretes és belső vezérlésűek voltak, hanem könyökös tengellyel hajtottak.

## Fordítás
Ez a szócikk részben vagy egészben  a   VVV 10–17 című német Wikipédia-szócikk fordításán alapul.  Az eredeti cikk szerkesztőit annak laptörténete sorolja fel. Ez a jelzés csupán a megfogalmazás eredetét és a szerzői jogokat jelzi, nem szolgál a cikkben szereplő információk forrásmegjelöléseként.